# Aeródromo Gran Cañón
El Aeródromo Gran Cañón o Aeródromo de Carrizal Bajo, (OACI: SCHU) es un pequeño terminal aéreo privado ubicado 1,5 km al sur de la localidad de Carrizal Bajo, Chile, capacitado para el aterrizaje de jets privados, capaz de manejar todos los servicios de vuelos chárter con destino u origen este aeropuerto. No tiene servicios programados, tiene una elevación de 70 m (230 pies) m s. n. m., una longitud de pista de 747 m (2450 pies) y ancho 18 m (59 pies).